# Chamba (Staat)

Postkarte der Chamba-Post (1910)

Chamba war einer der Fürstenstaaten in den damals zu Punjab gehörigen Ausläufern des Himalaya um Shimla in Britisch-Indien. Das Fürstentum soll im 6. Jahrhundert von einem Angehörigen des Surajbansi-Clans der Rajputen gegründet worden sein. Der Ort Chamba wurde um das Jahr 900 Hauptstadt. Chamba stand zeitweilig unter der Oberhoheit von Kaschmir, dann der Großmoguln. Nach dem Ersten Sikh-Krieg kam es zunächst unter die Oberhoheit von Jammu, 1846–1947 war es britisches Protektorat.
Chamba hatte 1941 eine Fläche von 8099 km² und 167.000 Einwohner und schloss sich am 15. April 1948 mit 30 anderen kleinen Fürstentümern zum Staatenbund Himachal Pradesh zusammen. Alle Fürstentümer wurden am 1. November 1956 aufgelöst.
Chamba hatte 1886–1950 eine eigene Staatspost und verwendete aufgrund einer Postkonvention mit der britisch-indischen Post deren Briefmarken mit Aufdruck des Landesnamens (auf Ganzsachen auch Wappen).